# Sodrásban
A Sodrásban Gaál István 1964-ben bemutatott fekete-fehér filmdrámája, Csikos Sándor, Kozák András, Moór Marianna és Drahota Andrea főszereplésével. A filmet beválasztották a Budapesti tizenkettő filmjei közé.

## Történet
|  | Alább a cselekmény részletei következnek! |

Az utolsó vakáció utolsó napjait egy csapat 18 éves, frissen érettségizett fiatal a Tisza partján tölti. Egyetemre készülnek: orvos, elméleti fizikus, képzőművész, tanár pálya áll előttük... Vidáman játszanak, zenét hallgatnak, ugratják egymást. Az egyik fiú azzal az ötlettel áll elő, hogy a folyó egyik különösen mély pontján merüljenek le iszapért. Mindenki örömmel fogadja a kihívást, amíg a két lány egyike észreveszi, hogy Gabi hiányzik. Keresni kezdik, de a társuknak nyoma sincs. Végül a rendőrség is megjelenik, de eredménytelenül keresik a fiút.
Három nap telik el. Gabi holttestét megtalálják. Mostanra vége a nyárnak, és a csoport feloszlik. Mindenki visszatér a tevékenységéhez: van, aki visszamegy dolgozni, van, aki tanulni fog. Egy idő után Gabi csak egy megfakult emlék lesz. Az egyetlen, aki vigasztalhatatlan, az idős nagymama, aki évekkel korábban elveszítette fiát, Gabi apját.
|  | Itt a vége a cselekmény részletezésének! |

## Szereplők[1][2]
- Csikos Sándor – Laci
- Kozák András – Luja
- Moór Marianna – Böbe
- Drahota Andrea – Vadóc
- Harkányi János – Gabi
- Orbán Tibor – Zoli
- Szersén Gyula – Karesz
- Tóth Lajos – Berci
- Fogarassy Mária – Anya
- Zsipi Istvánné – Anna néni
- Csohány Kálmán – saját maga (grafikus-szobrász)
- Csohány Kálmánné – saját maga
- Paláncz Ferenc – a vizsgáló rendőr törzsőrmester
- Horváth József (III) – Luja apja
- Ambrus András – a táblát kihelyező rendőr
- Siménfalvy Sándor – sírásó
- Mezey Mária – a sirató énekese (csak hang)
- Kormos Lajos
- Sallai Kornélia
- Almási Albert
- Keresztes Pál
- Kárpáti Rezső
- Pagonyi Nándor
- Vezse Ferenc
- Tóth Lajos (II)

## Díjak, elismerések[2]
- Karlovy Vary Nemzetközi Filmfesztivál (1964)
  - Fődíj
- Edinburgh Nemzetközi Filmfesztivál (1965)
  - Oklevél
- Pesaro Nemzetközi Filmfesztivál (1965)
  - I. díj
  - Fiatal kritikusok díja
- Magyar Filmkritikusok Díja (1965)
  - legjobb rendező: Gaál István
  - legjobb operatőr: Sára Sándor
- Budapesti tizenkettő (1968)